# Blutfahne
Die Blutfahne (blodfanen) var et hagekorsflag, som blev anvendt af det tyske nazistparti NSDAP ved ceremonielle anledninger. Det fik sit navn fordi det angiveligt var tilsløret af blod fra nazimartyrene, som blev dræbt under ølkælderkuppet i 1923. 
Under de årlige rigspartidage (Reichsparteitag) i Nürnberg i 1930'erne indviede Adolf Hitler nye partiflag ved at lægge en hånd på dem, mens han holdt i Blutfahne med den anden. 
Sidste gang, fanen blev brugt offentligt, var under Adolf Wagners statsbegravelse i 1944.